# Gymnázium Karviná
Gymnázium Karviná je osmileté (pro absolventy 5. tříd základních škol) a čtyřleté gymnázium s všeobecným zaměřením. Vzniklo v roce 1953 jako Střední všeobecně vzdělávací škola Karviná (SVVŠ), na gymnázium bylo přejmenováno v roce 1970.

## Historie
Střední školy pro univerzitní studium se po válce nacházely v Orlové či Českém Těšíně. SVVŠ (střední všeobecně vzdělávací škola) Karviná (název Gymnázium Karviná škola ziskala v září roku 1970) vznikla v roce 1953 návrhem okresního školního inspektora Josefa Kaloče. Prvním místem výuky byla chátrající budova bývalé Masarykovy školy v Karviné 2.
Aprobovaní vyučující se sháněli obtížně a výuka probíhala v katastrofálních podmínkách. Od 1. září 1954 se výuka přesunula do budovy Jiráskovy školy na ulici Komenského v Karviné 1. Vedle klasických předmětů probíhala výuka i ve vlastní školní dílně či skleníku. Postoj k žádosti o přidělení nové, prostornější školy byl pozitivní, proto začala karvinská SVVŠ působit od 1. září 1969 na bývalé ZŠ Rudé Armády v Karviné-Hranicích.
Ve školním roce 1975/76 se výuka přesunula do prostor budovy ZŠ Mírová v Karviné 6, kde funguje dodnes. Muselo dojít ke kompletní rekonstrukci budovy. Byl otevřen bufet, vznikly 2 počítačové učebny, učebna geografie, keramická dílna, posilovna, byl zaveden internet ve školní knihovně. Ještě dříve, než došlo k velkým úsporným opatřením, byla přebudována kotelna na plyn a školní budova dostala novou fasádu a plastová okna. Na školním hřišti přibylo pískoviště pro plážový volejbal a byla opravena kanalizace.

### Ředitelé
Seznam od roku 1953:
| Jméno                            | Odkdy | Dokdy  |
| -------------------------------- | ----- | ------ |
| Jiří Karas (nar. 1922)           | 1953  | 1967   |
| František Escher (nar. 1914)     | 1967  | 1970   |
| Jaroslav Šrom (nar. 1932)        | 1970  | 1990   |
| RNDr. Bohumil Vévoda (nar. 1952) | 1990  | 2017   |
| Mgr. Miloš Kučera                | 2017  | (nyní) |

## Koncepce školy
Po roce 1989 byl gymnáziu vrácen charakter akademického vzdělávání v oblasti všeobecně vzdělávacích předmětů. Na gymnáziu v Karviné běží dva druhy studia. U obou druhů jsou přijímací zkoušky a studium je zakončeno maturitou. Škola se profiluje jako vysoce kvalitní vzdělávací ústav, který poskytuje svým studentům nejen široké vzdělání, ale i přátelské zázemí. Žáci gymnázia se učí dva cizí jazyky. Prvním jazykem je angličtina, druhý cizí jazyk si volí žáci z nabídky čtyř jazyků - němčina, francouzština, ruština a španělština. Dále je jako nepovinný předmět nabízena výuka latinského jazyka. V posledních dvou ročnících studia si žáci mohou volit z široké nabídky volitelných předmětů. Žáci mají možnost si doplnit jazykové vzdělání konverzačními předměty v příslušných jazycích a výukou reálií o zemi, jejíž jazyk se učí. Při nepovinných jazykových zahraničních exkurzích navštívili studenti gymnázia v uplynulých pěti letech 15 evropských států a krátkodobě i africký kontinent. Od roku 2022 je gymnázium díky spolupráci s Technickou univerzitou v Liberci zapojeno do mnoha projektů týkajících se moderních didaktických metod. Z toho vzešly i inovativní výukové předměty Mapa evropských a globálních souvislostí nebo Textový editor.
Gymnázium má také mnoho odborných učeben. Nachází se zde například specializované laboratoře pro fyziku, chemii a biologii. A pro výuku cizích jazyků slouží jazyková laboratoř ROBOTEL.
V současné době je gymnázium aktivní v několika projektech. Například Erasmus+, GLOBE a skupina žáků se také realizuje v programu DOfE (Duke of Edinbourgh’s International Award).

## Areál školy

### Hřiště Nadace ČEZ
V listopadu 2003 byla na pozemku Gymnázia Karviná zahájena stavba nového moderního hřiště s umělým povrchem, a i přes nepřízeň počasí byla otevřena dne 20. května 2004. Plocha je vhodná pro kolektivní sporty, hlavně házenou, basketbal a volejbal. Hřiště bylo pojmenováno podle projektu Nadace Duhové energie, která přispěla architektonickým návrhem a dvoumilionovým grantem. První sportovní Duhové hřiště v republice vzniklo díky spolupráci Moravskoslezského kraje, Gymnázia Karviná, Elektrárny Dětmarovice a již zmíněné Nadace Duhové energie. Cílem projektu je podpořit sportovní aktivity všech věkových skupin.